# Ictonychinae
Die Ictonychinae (Synonym: Galictinae) sind eine Unterfamilie der Marder (Mustelidae) die in Afrika, Mittel- und Südamerika, im Nahen Osten, Zentralasien und auf dem Balkan vorkommt.

## Merkmale
Die Tiere haben einen langgestreckten Körper mit kurzen Beinen. Die Kopf-Rumpf-Länge liegt zwischen 20 und 58 Zentimeter, die Schwanzlänge bei 11 bis 19,3 Zentimeter und das Gewicht zwischen 200 Gramm und 3,3 kg.
- Zahnformel: I 3/3, C 1/1, P 3/3, M 1/2 = 34.
- Ausnahme Zahnformel des Weißnackenwiesels: I 3/3, C 1/1, P 2/2, M 1/1 = 28.[1]

Alle Arten der Ictonychinae haben eine mehr oder weniger kontrastreiche Warnfärbung und können im Bedrohungsfall ein streng riechendes Sekret mit ihren Analdrüsen erzeugen.

## Gattungen und Arten
Zu den Ictonychinae gehören vier Gattungen mit sechs Arten:
- Grisons (Galictis)
  - Großgrison (Galictis vittata)
  - Kleingrison (Galictis cuja)
- Ictonyx
  - Zorilla (Ictonyx striatus)
  - Libysches Streifenwiesel (Ictonyx libyca)
- Poecilogale
  - Weißnackenwiesel (Poecilogale albinucha)
- Vormela
  - Tigeriltis (Vormela peregusna)

## Systematik
Die Unterfamilie hatte bis zum Jahr 2014 die Bezeichnung Galictinae. Sowohl die Galictinae als auch die Ictonychinae wurden im Jahr 1921 durch den britischen Zoologen Reginald Innes Pocock eingeführt und zwar in derselben Publikation und sogar auf derselben Seite, die Ictonychinae jedoch weiter oben. Nach der Prioritätsregel der Internationalen Kommission für Zoologische Nomenklatur hat die Bezeichnung Ictonychinae damit Vorrang vor der Bezeichnung Galictinae.

## Belege
1. 1 2  Serge Larivière & Andrew P. Jennings (2009), Seite 636–638.
2. 1 2  Serge Larivière & Andrew P. Jennings (2009), Seite 566.
3. ↑  Serge Larivière & Andrew P. Jennings (2009), Seite 564, 565 u. 636.
4. ↑  R.I. Pocock: On the external characters and classification of the Mustelidae. Proceedings of the Zoological Society of London, 1921:803-837.
5. ↑  Fabio Oliveira do Nascimento. On the correct name for some subfamilies of Mustelidae (Mammalia, Carnivora). Papéis Avulsos de Zoologia (São Paulo). 54 (21): 307–313. doi:10.1590/0031-1049.2014.54.21